# Schatz von Karthago

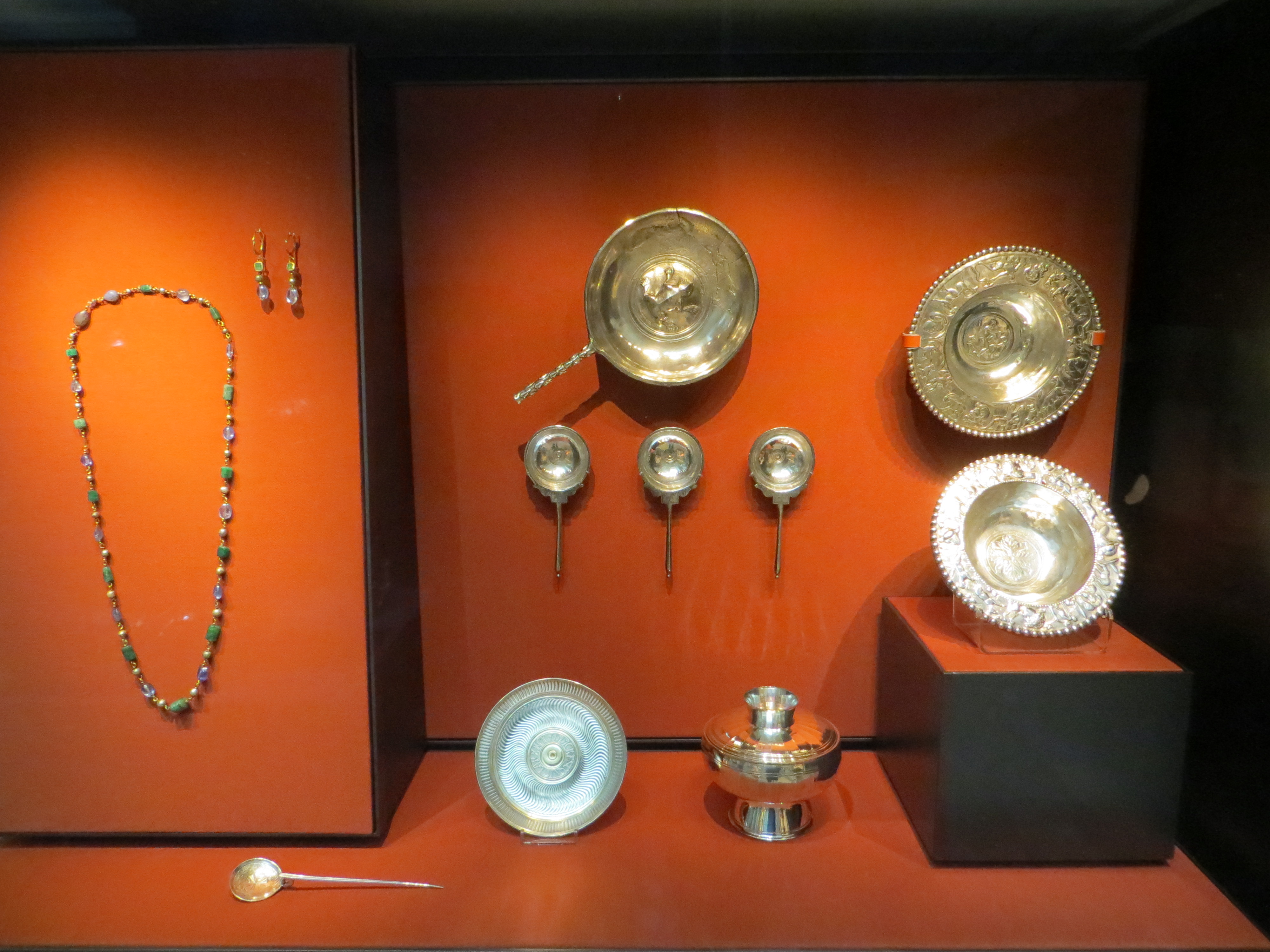
Teilpräsentation des Schatzes im Britischen Museum

Der Schatz von Karthago ist ein bedeutender Depotfund aus der Spätantike. Das Fundensemble wurde im 19. Jahrhundert (vor 1869) unweit einer Kapelle auf dem Byrsa-Hügel in dem ehemals in der römischen Provinz Africa gelegenen Karthago, nahe der heutigen Stadt Tunis in Tunesien geborgen. Die genaueren Fundumstände sind nicht bekannt. Die Stücke gelangten in den Besitz des Altertumswissenschaftlers und Sammlers Augustus Wollaston Franks. Nach dessen Tod 1897 kamen sie ins Britische Museum, einige auch in den Louvre.

## Zusammensetzung des Fundensembles
Insgesamt sind 32 Fundstücke bekannt, darunter 24 Teile von Besteck und Geschirr aus Silber sowie sechs Schmuckstücke. Bei den Schmuckstücken handelt es sich um zwei Halsketten, ein Ohrringpaar, einen Fingerring, zwei Intaglios und eine Kamee.

## Der Schmuck
Eine Halskette besteht aus geflochtenen Golddrähten, die Enden aus Blech sind als Löwenköpfe gestaltet. Bei der anderen Kette sind Smaragde, Saphire und Perlen auf Glieder aus Golddraht aufgezogen. Das goldene Ohrringpaar hat Anhänger aus Perlen, Smaragden und Saphiren. Der Goldfingerring trägt eine Perle. Die Gravierungen einer Gemme zeigen einen Kopf, die der anderen eine Fortuna. Auf der Kamee ist Minerva abgebildet.

## Das Silber

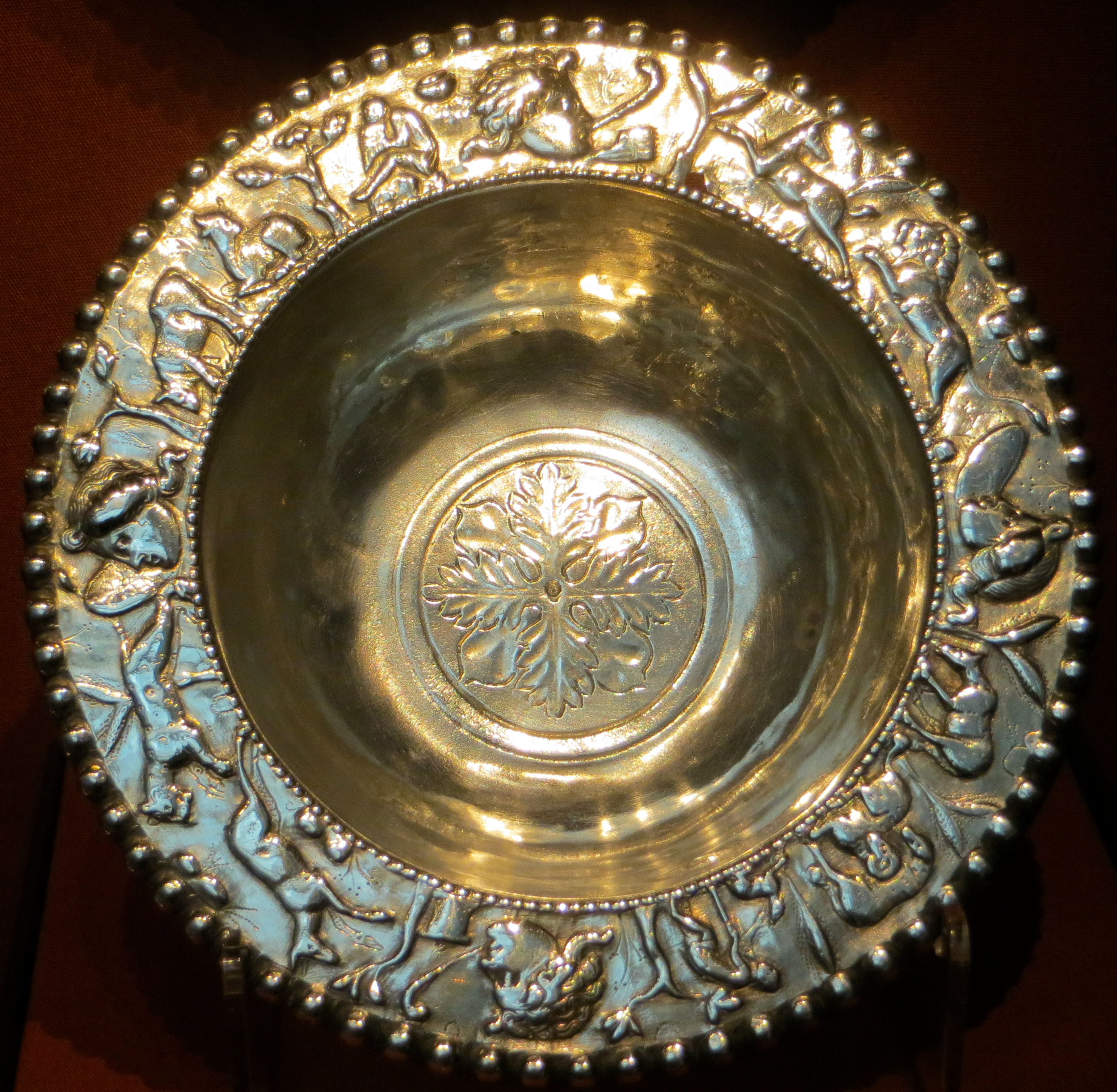
Tiefe Schüssel mit zentralem Blattmotiv und Perlrand

Die Silberobjekte haben noch ein Gesamtgewicht von 3086,7 g. Einige Stücke gehören als Satz zusammen. Zwei tiefe Schüsseln bilden offenbar ein Paar. Eine davon hat ein zentrales Medaillon mit Blattmotiv, der Rand ist mit Masken und Hirtenszenen verziert. Das Mittelmedaillon der zweiten Schüssel trägt ein Hirtenmotiv, ebenso der Rand.
Auch zwei Schalen mit gewellter Verzierung gehören als Paar zusammen. Bei einer Schale ist das Mittelmedaillon von einer Inschrift D(ono) D(ed)I CRESCONI(o) CLARENT(io) als Hinweis auf den Besitzer umgeben. Diese beginnt mit einem Staurogramm. Die zweite, vergleichbar verzierte Schale trägt einen Segenswunsch LOQVERE FELICITER, beginnend mit einem Christogramm mit Alpha und Omega. Möglicherweise gehören je eine der Schüsseln und der Schalen als Speiseservice zusammen.
Von vier Schüsseln (Typus Viminiacum) haben zwei noch einen Deckel. Die Deckel konnten umgedreht als Teller benutzt werden, der hohe, annähernd zylindrische obere Abschluss diente dann als Fuß.
Eine Schale mit Griff in Delfinform ist mit vegetabilen Motiven verziert. Der Rand ist sternförmig gezackt, die Enden der Spitzen laufen in Kugeln aus. Die zweite Griffschale trägt in der Mitten einen als erhabene Treibarbeit ausgeführten Frosch.
Zum Besteck des Karthago-Schatzes gehören unterschiedlich geformte Löffel. Sieben ligulae haben eine runde, relativ tiefe Laffe. Diese tragen am Ansatz des Stiels eine Kreuzverzierung. Vier cochlearia mit ovalen Löffelschalen sind jeweils etwas unterschiedlich gestaltet. Ein weiterer Cochlear hat eine runde Laffe, deren Innenseite als Dekor ein Christogramm mit Alpha und Omega in einem Kranz trägt.

## Hintergründe
Der Schatz von Karthago wird in die Zeit um 400 oder die ersten Jahrzehnte des 5. Jahrhunderts datiert. Vermutlich konnte er nach einer besonderen Gefahrensituation von seinen ehemaligen Besitzern nicht mehr geborgen werden. Als Möglichkeit wird hier die Einnahme von Karthago durch die Vandalen im Jahr 439 gesehen.
Die Silberobjekte gehören zu mindestens einem spätrömischen Speiseservice. Es war in dieser Zeit nicht ungewöhnlich, christliche Symbole oder Bilder auf Gegenständen des täglichen Gebrauchs anzubringen.

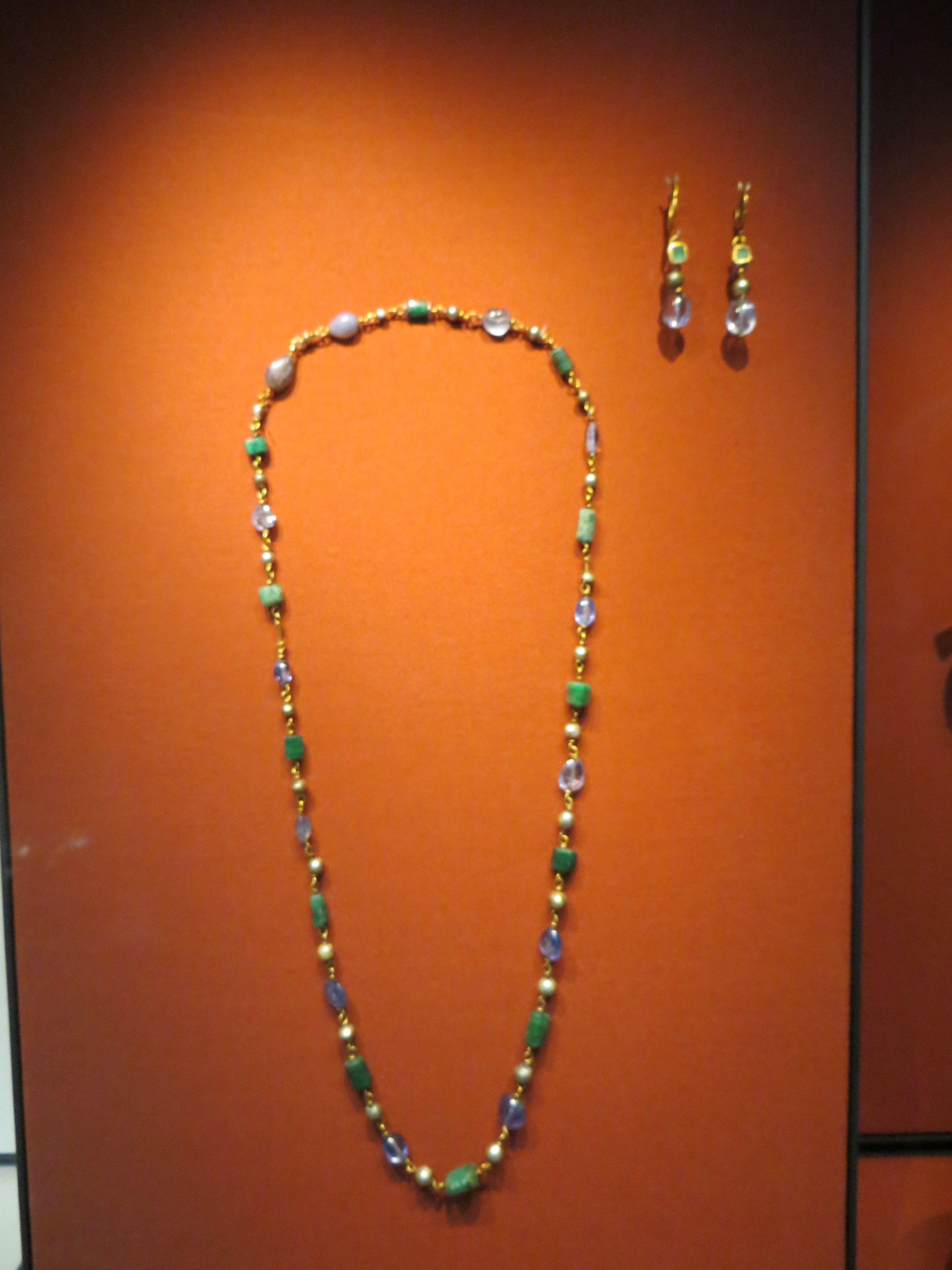
Halskette und Ohrringpaar
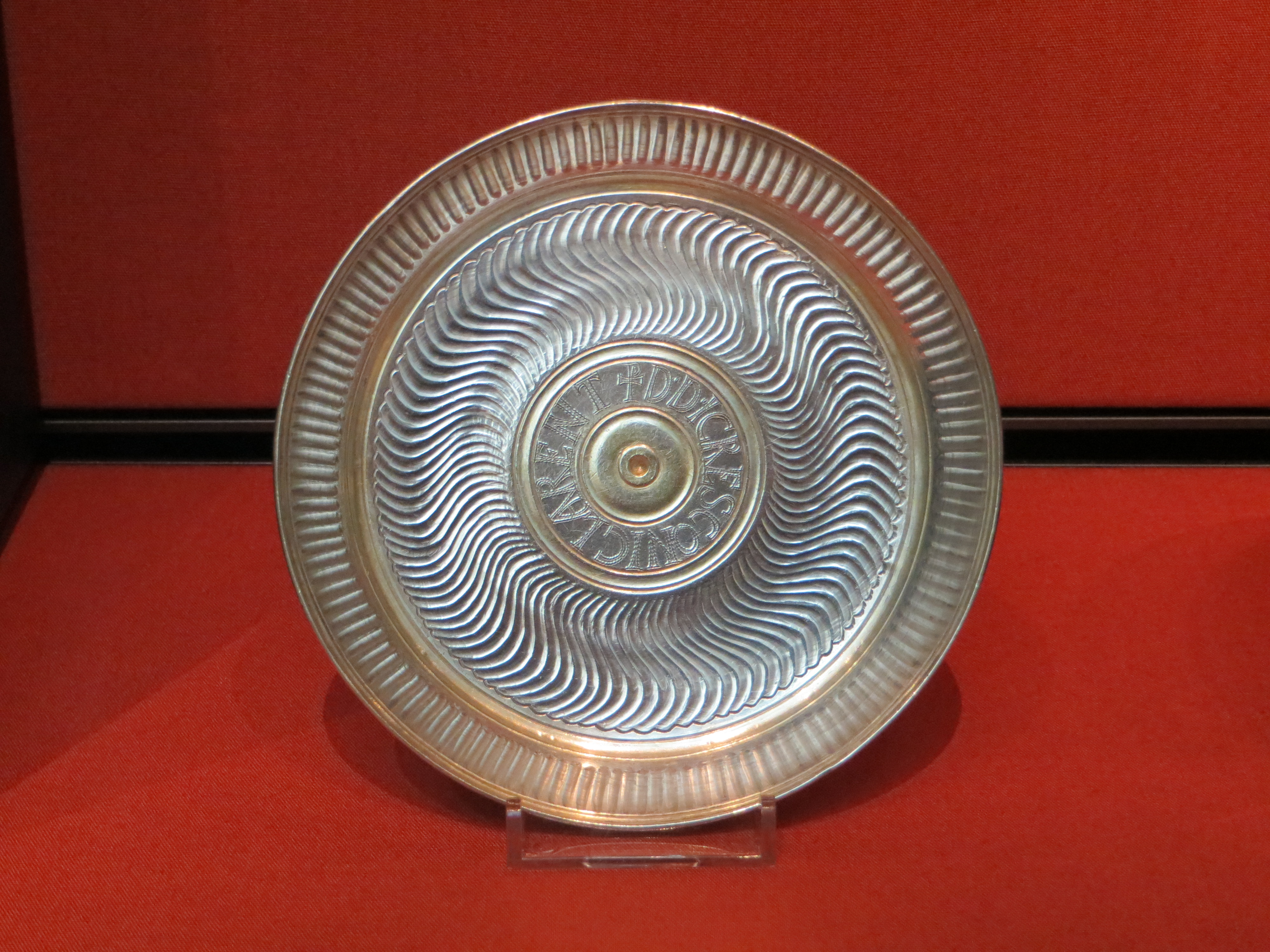
Schale mit Besitzerinschrift
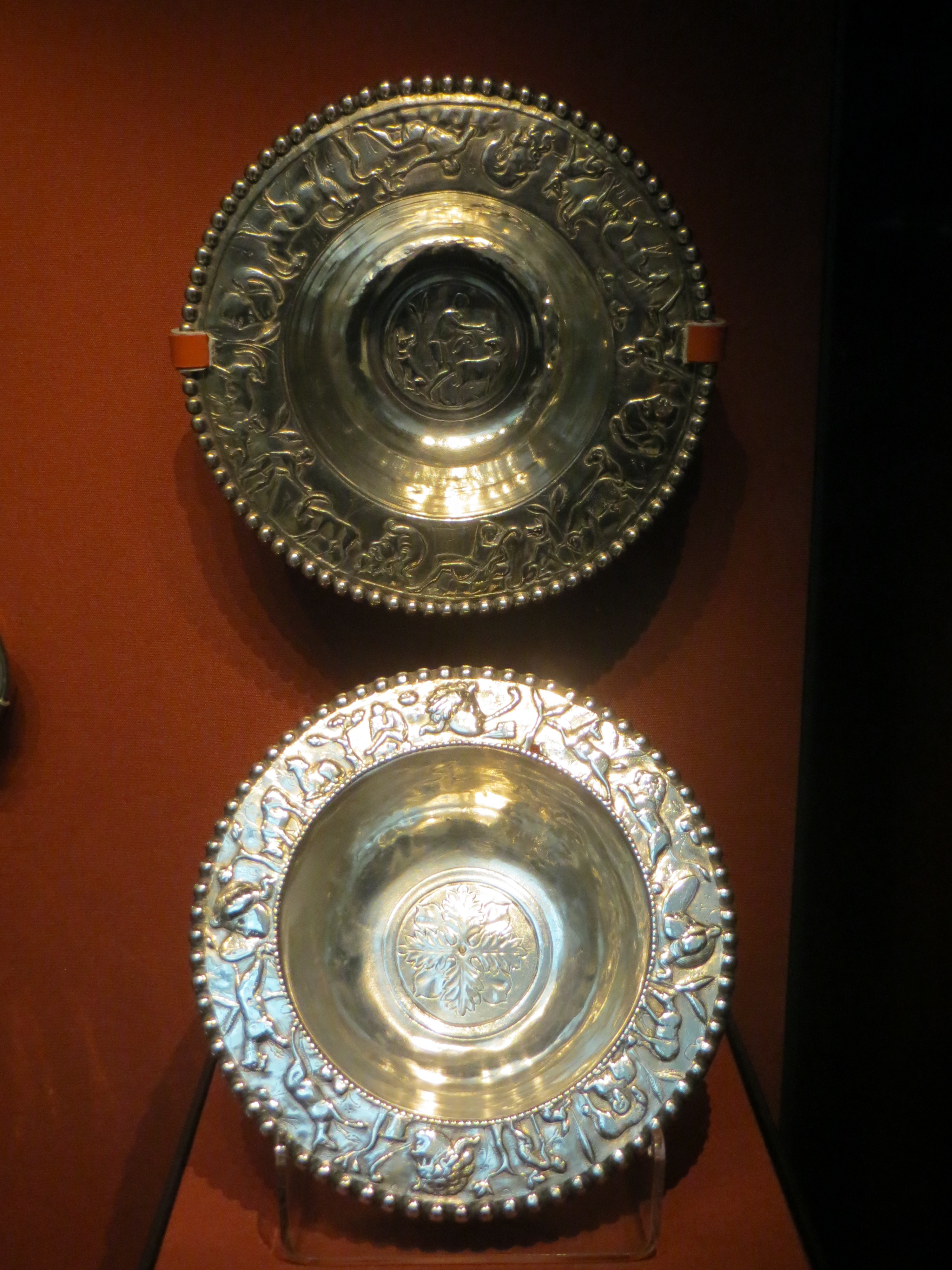
Die beiden tiefen Schüsseln
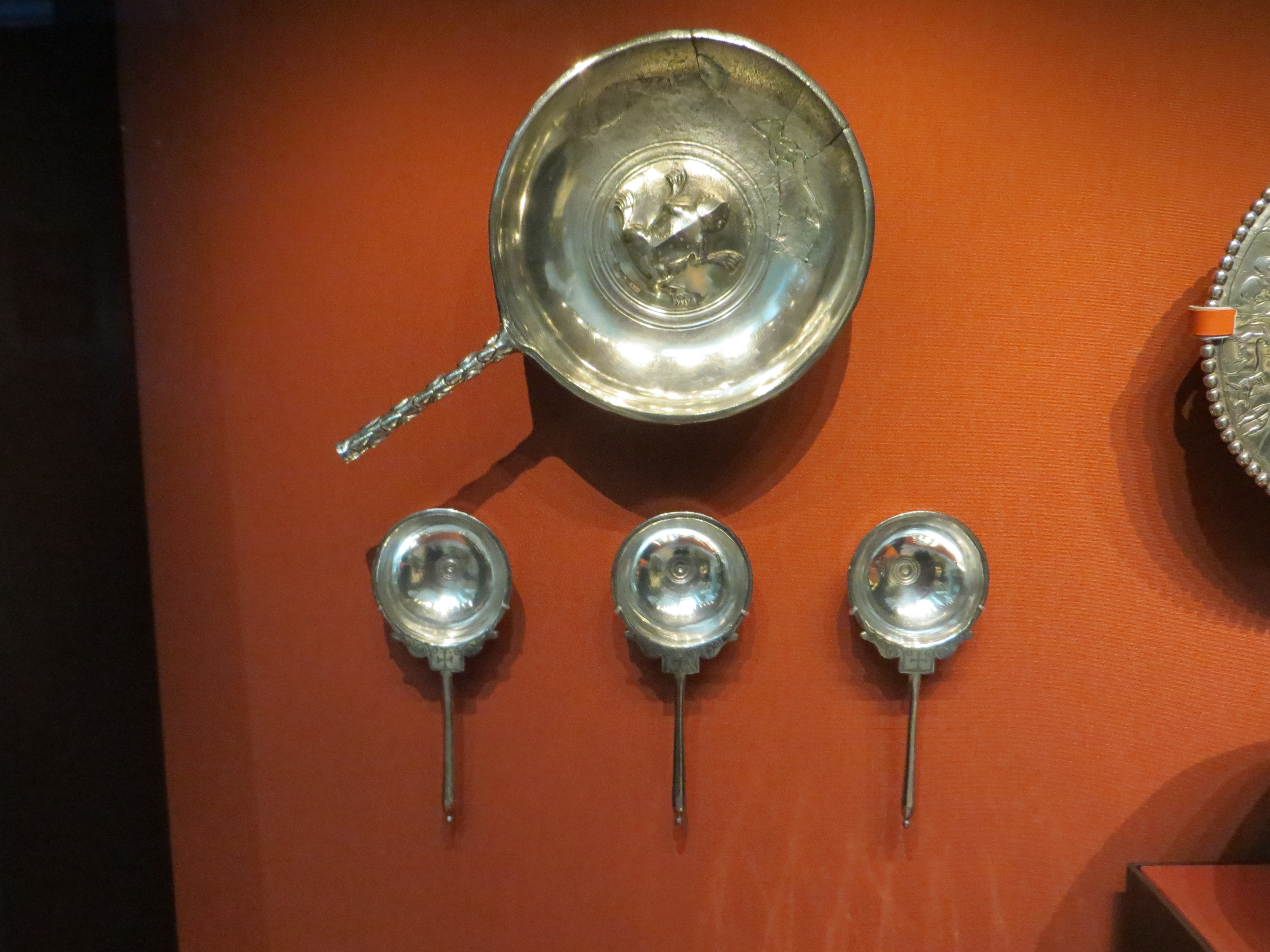
Griffschale mit Darstellung eines Frosches. Darunter drei Löffel.
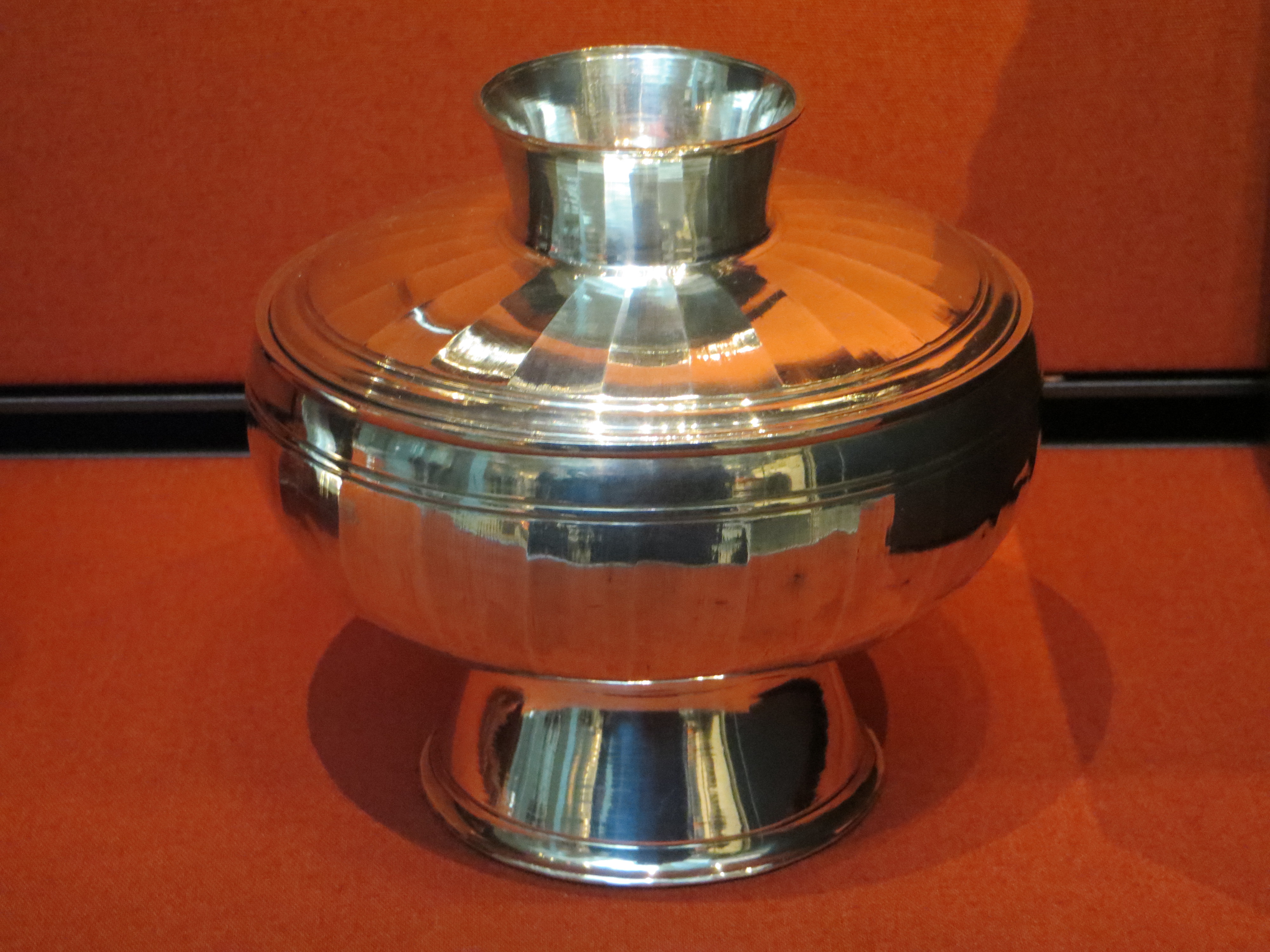
Schüssel des Typus Viminacium mit Deckel

## Verweise
1. ↑  Vgl. Baratte 2002, S. 34 mit Literatur zu Interpretationen der Inschrift.
2. ↑  Martin 2017, S. 228.
3. ↑  Josef Engemann: Anmerkungen zu Geräten des Alltagslebens mit christlichen Bildern, Symbolen und Inschriften. In: Jahrbuch für Antike und Christentum. 15, 1972, S. 154–173.